# Troglocubanus inermis
Troglocubanus inermis is een garnalensoort uit de familie van de Palaemonidae. De wetenschappelijke naam van de soort is voor het eerst geldig gepubliceerd in 1943 door Chace.